# Mamadou Sinsy Coulibaly
Pour les articles homonymes, voir Mamadou Coulibaly et Coulibaly.
Mamadou Sinsy Coulibaly, dit Coulou, est un entrepreneur malien.

## Biographie

### Enfance et débuts
Mamadou Sinsy Coulibaly est né en 1956 à Dakar. Il étudie ensuite à Mopti et à Bamako. Il effectue ses études supérieures à Jussieu et l'école supérieure du commerce des réseaux automobiles du Mans avant de recevoir un diplôme d'ingénieur en Union Soviétique.

### Carrière
Mamadou Sinsy Coulibaly crée une entreprise de sécurité à Paris en 1974 puis une entreprise aux États-Unis. Il revient au Mali dans les années 1980 et fonde le groupe Kledu qui est présent dans de nombreux secteurs. Il est pionnier du Business Angel au Mali.
Il préside le conseil national des entreprises du Mali depuis 2015. Il est connu pour son franc-parler et sa lutte contre la corruption. Il fait face à une plainte en mars 2019 avoir traité le magistrat Nouhoum Tapily de « fonctionnaire le plus corrompu et le plus dangereux du pays ».
Lors d'une interview donnée en mai 2023 à RFI-Jeune Afrique, il déclare : « Au Mali, la corruption fait partie du business plan ».